# Paul Painlevé
Paul Prudent Painlevé (Parigi, 5 dicembre 1863 – Parigi, 29 ottobre 1933) è stato un matematico e politico francese.
Come matematico è noto soprattutto per i suoi importanti risultati nel campo delle equazioni differenziali.

## Biografia e carriera
Studente brillante sia nelle materie letterarie che nelle scientifiche, nel 1883 entrò all'École Normale Supérieure, ottenendo l'agrégation in Matematica nel 1886. Conseguì il dottorato nel 1887.
Quindi, insegnò all'Università di Lille I (Lilla) fino al 1892, quando rientrò a Parigi per insegnare alla Facoltà di Scienze e all'École Polytechnique. Dal 1896 in poi, tenne corsi al Collège de France e, dall'anno successivo, all'École Normale Supérieure.
Per i suoi risultati in matematica, ottenne molti riconoscimenti: Grand Prix des Sciences Mathématiques nel 1890, Prix Bordin nel 1894, Prix Poncelet nel 1896, e l'elezione alla Académie des Sciences nel 1900.
Si dedicò tra i primi agli studi aeronautici e, nel 1909, costituì il primo corso universitario in meccanica aeronautica.
Dal 1906, si dedicò anche alla carriera politica.
È stato il Primo Ministro della Francia per tre volte: la prima dal 12 settembre al 16 novembre 1917, la seconda dal 17 aprile al 27 ottobre 1925 e la terza dal 29 ottobre al 22 novembre 1925.
Alla morte ebbe i funerali di stato e il suo corpo venne inumato al Panthéon.